# Power Hit Radio
Power Hit Radio är en svensk radiokanal som sänder via Digital Audio Broadcasting (DAB) och på internet. Tidigare har kanalen sänts på FM-bandet i Stockholm och Göteborg.

## Historia
Stationens historia inleddes våren 1996 när Power 106 började sända i Stockholm. Radiostationens slogan var "Stockholms bästa dans & R&B". En systerstation för Göteborg, Power 105 på frekvensen 104,8, startade den 8 oktober 1997. Den 23 februari 1998 bytte både Power 106 och Power 105 namn till Power Hit Radio med ett något förändrat format.
År 2002 ersattes Göteborgsfrekvensen av Lugna Favoriter. År 2004 inledde NRJ och MTG Radio ett samarbete som innebar att alla NRJ-stationer utanför Stockholm, Göteborg och Malmö blev RIX FM eller Lugna favoriter. Detta ledde till att Power Hit Radio slutade sända i september 2004. Frekvensen 106,3 i Stockholm tog den nya stationen Bandit Rock över.
Sedan 2013 då NRJ efter årsskiftet gått över från MTG Radio till SBS Radio med 20 radiostationer relanserade MTG Radio webbradiostationen Power Hit Radio i Sverige. Power Hit Radio finns då tillgänglig på den officiella hemsidan, den egna smartphone-appen samt samlingssidan för MTG:s alla radiostationer I Like Radio. I appen och I Like Radio finns även tre subradiostationer; Power Club med EDM/House, PWR Street med Hiphop/R&B och PWR Millennium med Musik från millennieskiftet 1999/2000.
2 maj 2016 återvände Power Hit Radio till FM-radion i Stockholm på frekvensen 105,9.
När de nya radiotillstånden började gälla den 1 augusti 2018 flyttade Power Hit Radio till 107,5 i Stockholm. 1 januari 2022 tog Lugna Favoriter över frekvensen i Stockholm, och Power Hit Radio fortsatte sända via webbradio och DAB-radio.
I maj 2025, Power Weekender och Power Nightclub Weekend slutade sända på Power Hit Radio

## Nuvarande Programledare på Power Hit Radio
- AutoDJ - Hits Non Stop

## Tidigare Programledare på Power Hit Radio
- Benjamin "Benji" Nilsson
- Sebastian Widman
- Peter Miljateig
- Frida Malki
- Miklo Håkansson
- Daillou Axelsson
- Gordon Eriksson
- Stefan Halvardsson
- Micke S
- Michel
- Paul Haukka
- Ellen Demetri
- Stefan Gissberg
- Johan Engberg (Svengberg)
- Majja Star
- Elin Tedengren
- Erik Myrlund
- Daria Koria
- Jonas Berglöf
- DJ Tom Bola
- Alex Moreno
- Hilda Hilton

## Utomlands
Radiostationen finns även i Estland (8 juni 2000) och Litauen (4 mars 2003).